# Vòng loại Giải vô địch bóng đá thế giới 1970 – Khu vực Bắc, Trung Mỹ và Caribe
Khu vực Bắc Mỹ, Trung Mỹ và Caribe tại vòng loại Giải vô địch bóng đá thế giới 1970 đóng vai trò là vòng loại cho World Cup 1970 tại Mexico, dành cho các đội tuyển quốc gia là thành viên của Liên đoàn bóng đá Bắc, Trung Mỹ và Caribe (CONCACAF). Có tổng cộng 12 đội tuyển tham dự vòng loại để cạnh tranh một suất duy nhất vào vòng chung kết.

## Thể thức
Thể thức thi đấu vòng loại diễn ra như sau:
- Vòng 1: 12 đội còn lại được chia thành 4 bảng, mỗi bảng gồm 3 đội. Các đội thi đấu với nhau theo thể thức lượt đi và lượt về. Đội đứng đầu mỗi bảng sẽ vào vòng bán kết.
- Vòng 2: 4 đội đầu bảng được bắt cặp để thi đấu loại trực tiếp theo thể thức lượt đi và lượt về. Đội thắng sẽ vào vòng loại cuối.
- Vòng 3: 2 đội thắng ở vòng hai thi đấu với nhau theo thể thức lượt đi và lượt về. Đội thắng sẽ giành quyền tham dự World Cup.

## Các đội tham dự
Tổng cộng có 12 đội tuyển quốc gia tham gia vòng loại khu vực CONCACAF. Một đội khác là Cuba đã bị từ chối tham dự.
| - Bermuda - Canada - Costa Rica - El Salvador - Guatemala - Haiti | - Honduras - Jamaica - Antille thuộc Hà Lan - Suriname - Trinidad và Tobago - Hoa Kỳ |

## Vòng 1

### Bảng 1
| VT | Đội     | Đ | ST | T | H | B | BT | BB | HS  |
| -- | ------- | - | -- | - | - | - | -- | -- | --- |
| 1  | Hoa Kỳ  | 6 | 4  | 3 | 0 | 1 | 11 | 6  | +5  |
| 2  | Canada  | 5 | 4  | 2 | 1 | 1 | 8  | 3  | +5  |
| 3  | Bermuda | 1 | 4  | 0 | 1 | 3 | 2  | 12 | −10 |

| Canada                                             | 4–0 | Bermuda |
| -------------------------------------------------- | --- | ------- |
| Vigh 3' (ph.đ.) · Zanatta 10' · Papadakis 25', 75' |     |         |

| Canada                                     | 4–2 | Hoa Kỳ                |
| ------------------------------------------ | --- | --------------------- |
| McPate 40', 68' · Patterson 79' · Vigh 89' |     | Roy 38' · Stritzl 89' |

| Bermuda | 0–0 | Canada |
| ------- | --- | ------ |
|         |     |        |

| Hoa Kỳ       | 1–0 | Canada |
| ------------ | --- | ------ |
| Albrecht 50' |     |        |

| Hoa Kỳ                                          | 6–2 | Bermuda              |
| ----------------------------------------------- | --- | -------------------- |
| Millar 22', 63', 82' · Baker 25', 56' · Roy 60' |     | Trott 34' · Best 51' |

| Bermuda | 0–2 | Hoa Kỳ                    |
| ------- | --- | ------------------------- |
|         |     | Smith 8' (l.n.) · Roy 41' |

Hòa Kỳ giành quyền vào Vòng 2.

### Bảng 2
| VT | Đội                | Đ | ST | T | H | B | BT | BB | HS |
| -- | ------------------ | - | -- | - | - | - | -- | -- | -- |
| 1  | Haiti              | 5 | 4  | 2 | 1 | 1 | 9  | 5  | +4 |
| 2  | Guatemala          | 4 | 4  | 1 | 2 | 1 | 5  | 3  | +2 |
| 3  | Trinidad và Tobago | 3 | 4  | 1 | 1 | 2 | 4  | 10 | −6 |

| Guatemala                                                              | 4–0 | Trinidad và Tobago |
| ---------------------------------------------------------------------- | --- | ------------------ |
| Stokes 30' · Murren 66' (l.n.) · De la Bastide 78' (l.n.) · Melgar 88' |     |                    |

| Guatemala | 0–0 | Trinidad và Tobago |
| --------- | --- | ------------------ |
|           |     |                    |

| Haiti                                        | 4–0 | Trinidad và Tobago |
| -------------------------------------------- | --- | ------------------ |
| Saint-Vil 39', 52' · Obas 57' · François 86' |     |                    |

| Haiti                     | 2–4 | Trinidad và Tobago                    |
| ------------------------- | --- | ------------------------------------- |
| Guillaume 23' · Vorbe 52' |     | Archibald 3', 73', 85' · Cummings 42' |

| Haiti                      | 2–0 | Guatemala |
| -------------------------- | --- | --------- |
| Désir 15' · Barthélemy 45' |     |           |

| Guatemala    | 1–1 | Haiti    |
| ------------ | --- | -------- |
| González 21' |     | Obas 64' |

Haiti giành quyền vào Vòng 2.

### Bảng 3
| VT | Đội        | Đ | ST | T | H | B | BT | BB | HS |
| -- | ---------- | - | -- | - | - | - | -- | -- | -- |
| 1  | Honduras   | 7 | 4  | 3 | 1 | 0 | 7  | 2  | +5 |
| 2  | Costa Rica | 5 | 4  | 2 | 1 | 1 | 7  | 3  | +4 |
| 3  | Jamaica    | 0 | 4  | 0 | 0 | 4 | 2  | 11 | −9 |

| Costa Rica                              | 3–0 | Jamaica |
| --------------------------------------- | --- | ------- |
| Hernández 78' · Vaughns 88' · Sáenz 89' |     |         |

| Costa Rica                           | 3–1 | Jamaica      |
| ------------------------------------ | --- | ------------ |
| Chavarria 17' · Vega 34' · Núñez 62' |     | Hamilton 45' |

| Honduras                            | 3–1 | Jamaica   |
| ----------------------------------- | --- | --------- |
| Urquía 18' · Rosales 41' · Dick 56' |     | Welsh 89' |

| Honduras                | 2–0 | Jamaica |
| ----------------------- | --- | ------- |
| Mendoza 42' · Mejía 73' |     |         |

| Honduras  | 1–0 | Costa Rica |
| --------- | --- | ---------- |
| Gómez 32' |     |            |

| Costa Rica    | 1–1 | Honduras            |
| ------------- | --- | ------------------- |
| Chavarria 44' |     | Rosales 25' (ph.đ.) |

Honduras giành quyền vào Vòng 2.

### Bảng 4
| VT | Đội                  | Đ | ST | T | H | B | BT | BB | HS |
| -- | -------------------- | - | -- | - | - | - | -- | -- | -- |
| 1  | El Salvador          | 6 | 4  | 3 | 0 | 1 | 10 | 5  | +5 |
| 2  | Suriname             | 4 | 4  | 2 | 0 | 2 | 10 | 9  | +1 |
| 3  | Antille thuộc Hà Lan | 2 | 4  | 1 | 0 | 3 | 3  | 9  | −6 |

Source:
| Suriname                                                   | 6–0 | Antille thuộc Hà Lan |
| ---------------------------------------------------------- | --- | -------------------- |
| Corte 11', 59' · Schoonhoven 23', 39' · Vanenburg 67', 73' |     |                      |

| El Salvador                                                     | 6–0 | Suriname |
| --------------------------------------------------------------- | --- | -------- |
| Estrada 23', 84' · Azúcar 56', 88' · Barraza 87' · Martínez 90' |     |          |

| Antille thuộc Hà Lan        | 2–0 | Suriname |
| --------------------------- | --- | -------- |
| Brokke 60' · A. Martina 74' |     |          |

| El Salvador     | 1–0 | Antille thuộc Hà Lan |
| --------------- | --- | -------------------- |
| Quintanilla 28' |     |                      |

| El Salvador                | 2–1 | Antille thuộc Hà Lan |
| -------------------------- | --- | -------------------- |
| Martínez 58' · Barraza 83' |     | E. Martina 51'       |

| Suriname                                       | 4–1 | El Salvador |
| ---------------------------------------------- | --- | ----------- |
| Lagadeau 16', 21' · Oosthuizen 43' · Schal 74' |     | González ?' |

El Salvador giành quyền vào Vòng 2.

## Vòng 2

### Bảng 1
| VT | Đội    | Đ | ST | T | H | B | BT | BB | HS |
| -- | ------ | - | -- | - | - | - | -- | -- | -- |
| 1  | Haiti  | 4 | 2  | 2 | 0 | 0 | 3  | 0  | +3 |
| 2  | Hoa Kỳ | 0 | 2  | 0 | 0 | 2 | 0  | 3  | −3 |

| Haiti                   | 2–0 | Hoa Kỳ |
| ----------------------- | --- | ------ |
| Obas 8' · Saint-Vil 54' |     |        |

| Hoa Kỳ | 0–1 | Haiti         |
| ------ | --- | ------------- |
|        |     | Saint-Vil 43' |

Haiti giành quyền vào Vòng cuối.

### Group 2
| VT | Đội         | Đ | ST | T | H | B | BT | BB | HS |
| -- | ----------- | - | -- | - | - | - | -- | -- | -- |
| 1= | El Salvador | 2 | 2  | 1 | 0 | 1 | 3  | 1  | +2 |
| 1= | Honduras    | 2 | 2  | 1 | 0 | 1 | 1  | 3  | −2 |

Source:
| Honduras  | 1–0 | El Salvador |
| --------- | --- | ----------- |
| Wells 89' |     |             |

| El Salvador                           | 3–0 | Honduras |
| ------------------------------------- | --- | -------- |
| Martínez 27' (pen), 41' · Acevedo 29' |     |          |

#### Play-off
El Salvador và Honduras cũng kết thúc với số điểm bằng nhau, và một trận play-off trên sân trung lập đã được tổ chức để quyết định đội nào sẽ vào Vòng cuối.
| El Salvador                       | 3–2 (s.h.p.) | Honduras       |
| --------------------------------- | ------------ | -------------- |
| Martínez 8', 28' · Rodríguez 101' |              | Gómez 22', 52' |

El Salvador giành quyền vào Vòng cuối. Ngoài ra, những trận đấu này cũng đóng vai trò nổi bật trong "Chiến tranh bóng đá".

## Third round
| VT | Đội         | Đ | ST | T | H | B | BT | BB | HS |
| -- | ----------- | - | -- | - | - | - | -- | -- | -- |
| 1= | Haiti       | 2 | 2  | 1 | 0 | 1 | 4  | 2  | +2 |
| 1= | El Salvador | 2 | 2  | 1 | 0 | 1 | 2  | 4  | −2 |

Source:
| Haiti    | 1–2 | El Salvador                 |
| -------- | --- | --------------------------- |
| Obas 59' |     | Acevedo 43' · Rodríguez 62' |

| El Salvador | 0–3 | Haiti                                     |
| ----------- | --- | ----------------------------------------- |
|             |     | Désir 20' · François 40' · Barthélemy 44' |

### Play-off
El Salvador và Haiti kết thúc với số điểm bằng nhau, và một trận play-off trên sân trung lập đã được tổ chức để quyết định đội nào sẽ giành quyền đi tiếp.
| El Salvador   | 1–0 (s.h.p.) | Haiti |
| ------------- | ------------ | ----- |
| Martínez 104' |              |       |

El Salvador vượt qua vòng loại.

## Các đội tuyển vượt qua vòng loại
Các đội tuyển sau đến từ CONCACAF vượt qua vòng loại tham dự Giải vô địch bóng đá thế giới 1970.
| Đội tuyển   | Tư cách vượt qua vòng loại | Ngày vượt qua vòng loại | Số lần tham dự FIFA World Cup trước đây |
| ----------- | -------------------------- | ----------------------- | --------------------------------------- |
| México      | Chủ nhà                    | 8 tháng 10 năm 1964     | 4 (1930, 1950, 1954, 1958, 1962, 1966)  |
| El Salvador | Chiến thắng Vòng 3         | 8 tháng 10 năm 1969     | 0 (lần đầu)                             |

## Cầu thủ ghi bàn
Đã có 97 bàn thắng ghi được trong 32 trận đấu, trung bình 3.03 bàn thắng mỗi trận đấu.